# Jeong Ho-min
Jeong Ho-min (kor. 정호민; * 31. März 1994) ist ein südkoreanischer Fußballspieler.

## Karriere
Nach seiner Jugendzeit in verschierenden Schulen und der Gwangju University wechselte er 2017 zum heimischen Erstligisten Gwangju FC und absolvierte dort vier Pflichtspiele. Die folgende Saison verbrachte Jeong dann leihweise beim Gimhae City FC. Anschließend stand er bei den Vereinen Gangneung City FC, Ansan Greeners FC und dem FC Namdong unter Vertrag. Im Februar 2022 unterschrieb der Innenverteidiger einen Vertrag beim Drittligisten Siheung Citizen FC in Siheung. Im Dezember 2022 ging er nach Thailand, wo er einen Vertrag beim Erstligisten Nongbua Pitchaya FC unterschrieb. Am Ende der Saison 2022/23 musste er mit Nongbua als Tabellenvorletzter den Weg in die Zweitklassigkeit antreten.